# Telescopi espacial Hubble
El telescopi espacial Hubble (HST, per les seues sigles angleses de Hubble Space Telescope) és un telescopi robòtic localitzat a les vores exteriors de l'atmosfera, en òrbita circular al voltant de la Terra a 593 quilòmetres sobre el nivell del mar, amb un període orbital d'entre 96 i 97 minuts. Va ser posat en òrbita el 24 d'abril de 1990 com un projecte conjunt de la NASA i de l'ESA. El telescopi pot obtenir imatges amb una resolució espacial major de 0,1 segons d'arc.
L'avantatge de disposar d'un telescopi més enllà de l'atmosfera radica principalment que d'aquesta manera es poden eliminar els efectes de la turbulència atmosfèrica sent possible aconseguir el límit de difracció com a resolució òptica de l'instrument. A més l'atmosfera absorbeix fortament la radiació electromagnètica en certes longituds d'ona, especialment en l'infraroig, disminuint la qualitat de les imatges i impossibilitant l'adquisició d'espectres en certes bandes caracteritzades per l'absorció de l'atmosfera terrestre. Els telescopis terrestres són afectats per factors meteorològics (presència de núvols) i la contaminació lumínica causada pels grans assentaments urbans, el que reduïx les possibilitats d'ubicació de telescopis terrestres.
Es preveu que l'última revisió feta amb el telescopi li permetrà funcionar amb normalitat fins a l'any 2014. El seu successor (telescopi espacial James Webb) té previst ser llançat el 2018. El JWST serà superior al Hubble per a la majoria de programes de recerca astronòmica, però aquest només farà observacions en infraroig, de manera que complementarà més que substituirà el Hubble, que seguirà amb l'observació en l'espectre visible fins que deixi de ser funcional.

## Descripció tècnica
La unitat té un pes al voltant d'11.000 quilos, és de forma cilíndrica, té una longitud de 13,2 m i un diàmetre màxim de 4,2 metres. El cost del telescopi va ascendir (el 1990) als 2.000 milions de dòlars US. Inicialment, un error en el polit de l'espill primari del telescopi va produir imatges lleugerament desenfocades a causa d'aberracions esfèriques. Encara que aquest error va ser considerat com una important negligència en el projecte, la primera missió de servei al telescopi espacial va poder instal·lar un sistema de correcció òptica capaç de corregir el defecte de l'espill primari assolint les especificacions de resolució previstes.
El telescopi és basat en un reflector de tipus Cassegrain, format per dos espills, tenint el principal 2,4 metres de diàmetre. Per a l'exploració del cel incorpora diversos espectròmetres i tres càmeres, una de camp estret per a fotografiar zones xicotetes de l'espai (de brillantor dèbil per la seva llunyania), una altra de camp ample per a obtenir imatges de planetes i una tercera infraroja.
A la generació d'electricitat s'empren dos panells solars que alimenten les càmeres, els quatre motors emprats per a orientar, estabilitzar el telescopi i l'equip de refrigeració de la càmera infraroja i l'espectròmetre que treballen a –180 °C.
Des del seu llançament, el telescopi ha rebut en cinc ocasions visites dels astronautes per corregir diversos errors de funcionament i instal·lar equip addicional. La darrera missió va tenir lloc al maig del 2009, mitjançant el transbordador espacial Atlantis. A causa del fregament amb l'atmosfera (molt tènue a eixa altura), el telescopi perd velocitat molt lentament, de manera que cada vegada que és visitat, el transbordador espacial ha d'espentar-lo a una òrbita lleugerament més alta. D'aquesta manera, s'aconsegueix mantenir l'òrbita, que havia estat alterada pel fregament.
Amb la finalització del programa de la llançadora de la NASA (2011) finalitzaren les reparacions periòdiques. Tot i així, després de 25 anys d’activitat, els tècnics de la missió van anunciar a principis del 2015 que encara podia continuant funcionant uns cinc anys, o més. La fi del Hubble, per tant, és incerta, ja que depèn de la vida dels giroscopis, bateries i la frenada atmosfèrica. La NASA preveu llançar a l'any 2021 un telescopi de nova generació per a substituir-lo.

## Missions de servei

### Visió general del servei
El Hubble va ser dissenyat per adaptar-se al servei regular i actualitzacions d'equips mentre estava en òrbita. Els instruments i els elements de vida limitada es van dissenyar com a unitats de reemplaçament orbitals. Cinc missions de servei (SM 1, 2, 3A, 3B i 4) van ser realitzades pels transbordadors espacials de la NASA, la primera el desembre de 1993 i l'última el maig de 2009. Les missions de servei eren operacions delicades que començaven amb maniobres per interceptar el telescopi en òrbita i recuperar-lo amb cura amb el braç mecànic de la llançadora. A continuació, es duien a terme els treballs necessaris en diversos passejos espacials en un període de quatre a cinc dies. Després d'una inspecció visual del telescopi, els astronautes realitzaven les reparacions, substituïen els components fallats o degradats, milloraven l'equip i instal·laven nous instruments. Un cop finalitzat el treball, el telescopi es tornava a desplegar, normalment després de situar-lo a una òrbita més alta per abordar la decadència orbital causada per l'arrossegament atmosfèric.

### Missió de servei 1

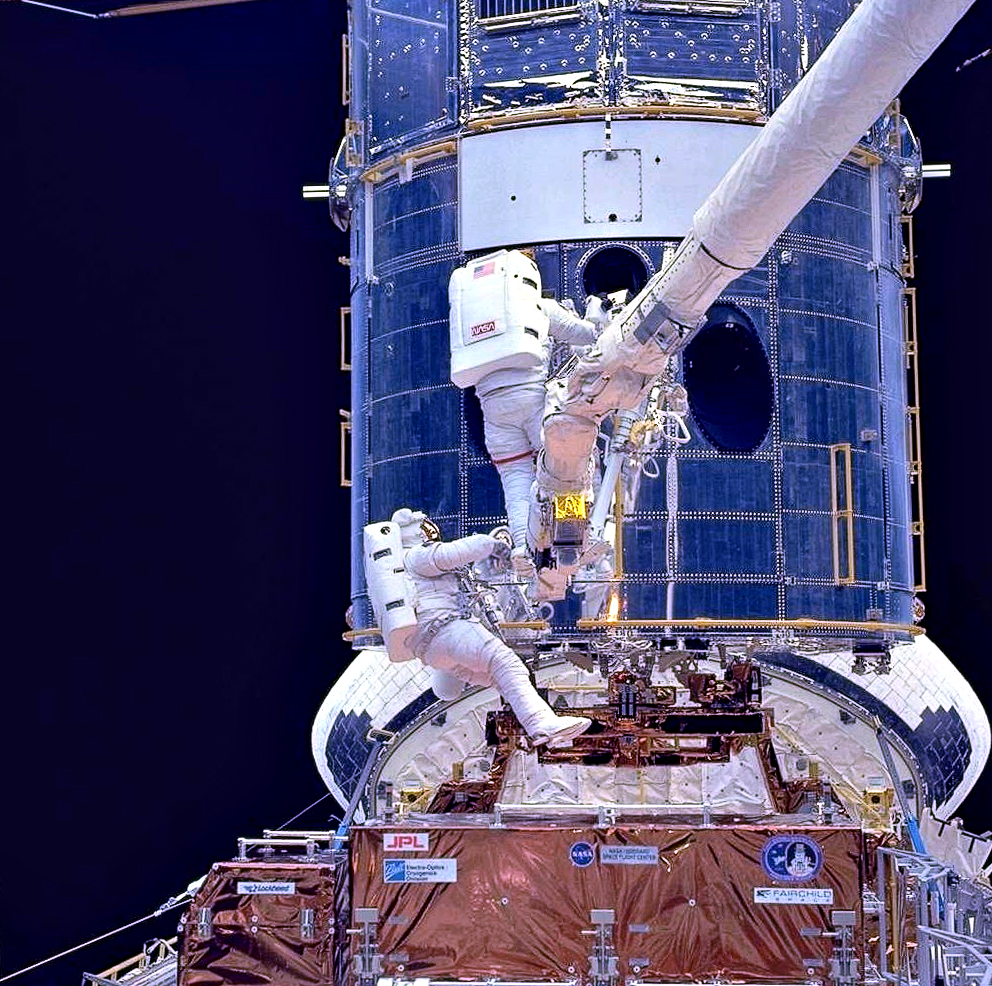
Els astronautes Musgrave i Hoffman instal·len òptiques correctores durant la 1a missió de servei (STS-61) l'any 1993.

La primera missió de servei del Hubble es va programar per al 1993 abans que es descobrís el problema del mirall. Va assumir una major importància, ja que els astronautes haurien de fer una gran feina per instal·lar òptiques correctores; el fracàs hauria donat com a resultat l'abandonament del Hubble o l'acceptació de la seva discapacitat permanent. Altres components van fallar abans de la missió, cosa que va fer que el cost de la reparació augmentés a 500 milions de dòlars (sense incloure el cost del vol de la llançadora). Una reparació exitosa ajudaria a demostrar la viabilitat de la construcció de l'Estació Espacial Alpha.
La missió STS-49 el 1992 va demostrar la dificultat del treball espacial. Tot i que el seu rescat d'Intelsat 603 va rebre elogis, els astronautes havien pres riscos possiblement imprudents en fer-ho. Ni el rescat ni el muntatge no relacionat dels components de l'estació espacial prototipus es va produir mentre els astronautes s'havien entrenat, la qual cosa va fer que la NASA reavalués la planificació i la formació, inclosa la reparació del Hubble. L'agència assignada a la missió Story Musgrave, que havia treballat en procediments de reparació de satèl·lits des de 1976, i sis astronautes experimentats més, inclosos dos de STS-49. El primer director de missió des del Projecte Apol·lo coordinaria una tripulació amb 16 vols de llançadora anteriors. Els astronautes van ser entrenats per utilitzar un centenar d'eines especialitzades.
La calor havia estat el problema en sortides espacials anteriors, que es van produir a la llum del Sol. El Hubble havia de ser reparat fora de la llum solar. Musgrave va descobrir durant l'entrenament al buit, set mesos abans de la missió, que els guants del vestit espacial no protegien prou del fred de l'espai. Després que STS-57 confirmés el problema en òrbita, la NASA va canviar ràpidament l'equip, els procediments i el pla de vol. Es van produir set simulacions totals de missió abans del llançament, la preparació més completa de la història de la llançadora. No existia cap maqueta completa del Hubble, així que els astronautes van estudiar molts models separats (inclòs un a l'Smithsonian) i van combinar mentalment els seus detalls diferents i contradictoris.
La missió de servei 1 va volar a bord de l'Endeavour el desembre de 1993 i va implicar la instal·lació de diversos instruments i altres equips durant deu dies. El més important és que el fotòmetre d'alta velocitat es va substituir pel paquet d'òptica correctiva COSTAR i WF/PC es va substituir per la Wide Field and Planetary Camera 2 (WFPC2), amb un sistema de correcció òptica interna. També es van substituir les matrius solars i la seva electrònica d'accionament, així com quatre giroscopis al sistema d'apuntament del telescopi, dues unitats de control elèctrics i altres components elèctrics, i dos magnetòmetres. Els ordinadors de bord es van actualitzar amb coprocessadors afegits i l'òrbita del Hubble es va potenciar.
El 13 de gener de 1994, la NASA va declarar la missió un èxit total i va mostrar les primeres imatges més nítides. La missió va ser una de les més complexes realitzades fins a aquesta data, amb cinc períodes llargs d'activitat fora del vehicle. El seu èxit va ser una benedicció per a la NASA, així com per als astrònoms que ara tenien un telescopi espacial més capaç.

### Missió de servei 2
La missió de servei 2, realitzada pel Discovery el febrer de 1997, va substituir el GHRS i el FOS amb l'espectrògraf d'imatge del telescopi espacial (STIS) i la càmera d'infrarojos propers i espectròmetre multiobjecte (NICMOS), va substituir una gravadora de cinta d'enginyeria i ciència per una nova gravadora d'estat sòlid i va reparar problemes d'aïllament tèrmic. NICMOS contenia un dissipador tèrmic de nitrogen sòlid per reduir el soroll tèrmic de l'instrument, però poc després d'instal·lar-lo, una dilatació tèrmica inesperada va provocar que una part del dissipador de calor entrés en contacte amb un deflector òptic. Això va provocar un augment de la taxa d'escalfament de l'instrument i va reduir la seva vida útil esperada original de 4,5 anys a uns dos anys.

### Missió de servei 3A
La missió de servei 3A, pilotada pel Discovery, va tenir lloc el desembre de 1999 i es va separar de la missió de servei 3 després de tres dels sis giroscopis a bord haguessin fallat. El quart va fallar unes setmanes abans de la missió, fent que el telescopi fos incapaç de realitzar observacions científiques. La missió va substituir els sis giroscopis, un sensor (Fine Guidance Sensor) i l'ordinador, va instal·lar un kit de millora de voltatge/temperatura (VIK) per evitar la sobrecàrrega de la bateria i va substituir les mantes d'aïllament tèrmic.

### Missió de servei 3B
La missió de servei 3B realitzada pel Columbia el març de 2002 va veure la instal·lació d'un nou instrument, amb el FOC (que, excepte els sensors Fine Guidance Sensor quan s'utilitzaven per a astrometria, era l'últim dels instruments originals) substituït per la càmera avançada (Advanced Camera for Surveys, ACS). Això significava que COSTAR ja no era necessari, ja que tots els instruments nous tenien una correcció integrada per a l'aberració del mirall principal. La missió també va reviure NICMOS instal·lant un refrigerador de cicle tancat i va substituir els panells solars per segona vegada, proporcionant un 30 per cent més d'energia.

### Missió de servei 4

Els miralls del Hubble i el JWST (4.5 m² i 25 m² respectivament).

Els plans demanaven que el Hubble fos reparat el febrer del 2005, però l'accident del Columbia el 2003, en què la nau es va desintegrar en tornar a entrar a l'atmosfera, va tenir efectes importants en el programa Hubble i altres missions de la NASA. L'administrador de la NASA, Sean O'Keefe, va decidir que totes les futures missions de llançadora havien de poder arribar al refugi segur de l'Estació Espacial Internacional en cas que es produïssin problemes durant el vol. Com que cap llançadora era capaç d'arribar tant al telescopi Hubble (HST) com a l'estació espacial durant la mateixa missió, les futures missions de servei amb tripulació es van cancel·lar. Aquesta decisió va ser criticada per nombrosos astrònoms que consideraven que el Hubble era prou valuós com per merèixer el risc humà. El successor previst de HST, el telescopi James Webb (JWST), a partir del 2004, no s'esperava que es llançaria almenys fins al 2011. Un buit en les capacitats d'observació espacial entre la desactivació del Hubble i la posada en marxa d'un successor va ser una gran preocupació per a molts astrònoms, donat l'impacte científic important de l'HST. La consideració que JWST no estaria situat a l'òrbita terrestre baixa i, per tant, no es podria actualitzar o reparar fàcilment en cas d'una averia, només va fer créixer les preocupacions. D'altra banda, molts astrònoms consideraven que el servei de Hubble no s'havia de produir si la despesa provenia del pressupost de JWST.
El gener de 2004, O'Keefe va dir que revisaria la seva decisió de cancel·lar la missió de servei final a HST, a causa de les protestes públiques i les peticions del Congrés perquè la NASA busqués una manera de salvar-la. L'Acadèmia Nacional de Ciències va convocar un grup oficial, que va recomanar el juliol de 2004 que l'HST s'havia de preservar malgrat els riscos aparents. El seu informe va instar a "la NASA no hauria de prendre cap acció que impedeixi una missió de servei de transbordador espacial al Telescopi Espacial Hubble". L'agost de 2004, O'Keefe va demanar al Centre de vol espacial Goddard que preparés una proposta detallada per a una missió de servei robòtic. Aquests plans van ser cancel·lats més tard, i es va descriure la missió robòtica com a "no factible". A finals de 2004, diversos membres del Congrés, encapçalats per la senadora Barbara Mikulski, van celebrar audiències públiques i van lluitar amb molt suport públic (incloses milers de cartes d'escolars d'arreu dels EUA) per aconseguir que l'Administració Bush i la NASA reconsideressin la decisió d'abandonar els plans per a una missió de rescat del Hubble.

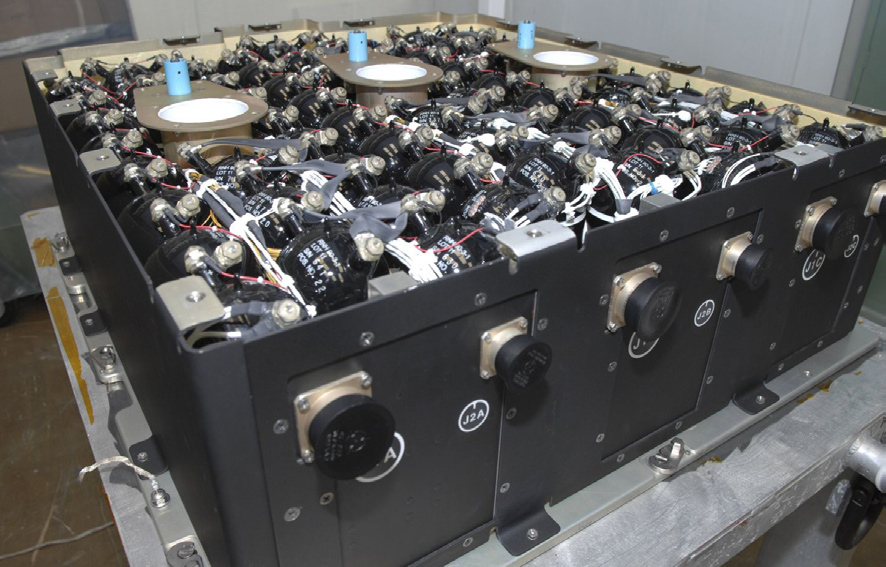
Paquet de bateries de níquel-hidrogen per al Hubble

La nominació a l'abril de 2005 d'un nou administrador de la NASA, Michael D. Griffin, va canviar la situació, ja que Griffin va declarar que consideraria una missió de servei amb tripulació. Poc després del seu nomenament, Griffin va autoritzar Goddard a procedir amb els preparatius per a un vol tripulat de manteniment del Hubble, dient que prendria la decisió final després de les dues properes missions de llançadora. L'octubre de 2006 Griffin va donar el vistiplau definitiu, i la missió d'11 dies de l'Atlantis estava programada per a l'octubre de 2008. La unitat principal de gestió de dades del Hubble va fallar el setembre de 2008, va aturar tots els informes de dades científiques fins que la seva còpia de seguretat es va posar online el 25 d'octubre de 2008. Atès que una fallada de la unitat de reserva deixaria el HST indefens, la missió de servei es va ajornar per incorporar un reemplaçament per a la unitat primària.
La Missió de Servei 4 (SM4), pilotada per l'Atlantis el maig de 2009, va ser l'última missió de llançadora programada per al HST. SM4 va instal·lar la unitat de tractament de dades de substitució, va reparar els sistemes ACS i STIS, va instal·lar bateries de níquel-hidrogen millorades i va substituir altres components, inclosos els sis giroscopis. L'SM4 també va instal·lar dos nous instruments d'observació: la càmera de gran angular 3 (Wide Field Camera 3, WFC3) i l'espectrògraf (COS, Cosmic Origins Spectrograph)—i el Soft Capture and Rendezvous System, que permetria la trobada, la captura i l'eliminació segura del Hubble en el futur, ja sigui en una missió amb tripulació o robòtica. Excepte el canal d'alta resolució de l'ACS, que no es va poder reparar i es va desactivar, el treball realitzat durant l'SM4 va fer que el telescopi fos totalment funcional.

## Principals descobriments
- El Hubble ha proporcionat imatges impressionants de la col·lisió del cometa Shoemaker-Levy 9 amb Júpiter a l'any 1994.
- Les imatges obtingudes pel telescopi han proporcionat proves de l'existència de planetes orbitant unes altres estrelles
- Algunes de les observacions que han portat al model actual de l'univers en expansió es van obtenir amb aquest telescopi incloent fortes proves a favor de l'existència de la matèria fosca de l'univers.
- La teoria que la majoria de les galàxies allotgen un forat negre en el seu nucli ha estat parcialment confirmada per nombroses observacions.
- Al desembre de 1995, la càmera de Camp Profund del Hubble va fotografiar la regió homònima de la grandària de l'entorn de trenta milions de parts de l'àrea del cel que conté diversos milers de galàxies. Una imatge semblant de l'hemisferi sud, coneguda com a Camp profund sud del Hubble, va ser presa el 1998 apreciant-se notables similituds entre ambdós, el que ha reforçat el principi que postula la isotropia de l'Univers (és a dir, que l'estructura de l'univers és independent de la direcció en la qual es mira).